# Duitse militaire begraafplaats in Kelberg
De Duitse militaire begraafplaats in Kelberg is een militaire begraafplaats in Rijnland-Palts, Duitsland. Op de begraafplaats liggen omgekomen Duitse militairen uit de Tweede Wereldoorlog.

## Begraafplaats
Op de begraafplaats, gelegen naast een kapel, rusten zestig Duitse militairen. Allen kwamen in januari 1945 tijdens de strijd om Kelberg om het leven.